# Eugongylus
Eugongylus es un género de escincomorfos de la familia Scincidae que se distribuyen por Australasia y la Wallacea.

## Especies
Se reconocen las 5 siguientes según The Reptile Database:
- Eugongylus albofasciolatus (Günther, 1872)
- Eugongylus mentovarius (Boettger, 1895)
- Eugongylus rufescens (Shaw, 1802)
- Eugongylus sulaensis (Kopstein, 1927)
- Eugongylus unilineatus (De Rooij, 1915)